# 光谷拓実
光谷 拓実（みつたに たくみ、1947年（昭和22年）9月4日 - ）は、日本の考古学者。滋賀県甲賀市在住。日本における年輪年代測定法の第一人者。京都大学大学院人間・環境学研究科客員教授。人間文化研究機構・国立歴史民俗博物館客員教授。奈良文化財研究所埋蔵文化財センター・年代学研究室長。
- 1973年 東京農業大学農学部造園学科卒
- 1975年 千葉大学大学院園芸学研究科修士課程修了
- 1975年 奈良国立文化財研究所入所（現：独立行政法人文化財研究所 奈良文化財研究所）勤務
- 1980年 年輪年代法の研究開始
- 1985年 年輪年代法の実用化に成功。これ以降、考古学、古建築、木彫仏などの木造古文化財の年代測定に幅広く応用し、多くの成果をあげている。
- 1990年 ドイツハンブルク大学木材生物研究所へ文部省在外研究員として留学（1990年9月～1991年8月）
- 1997年 第31回吉川英治文化賞受賞。